# 2009년
2009년은 목요일로 시작하는 평년이다.

## 사건

### 1월
- 1월 1일
  - 슬로바키아가 유로화를 사용하기 시작하였다.
  - 미국의 캘리포니아 주의 샌프란시스코의 오클랜드 지하철역에서 비무장 상태의 흑인 청년(오스카 줄리어스 그랜트 3세)을 과잉진압한 경찰의 총격사건이 일어났다. 이후 이 사건은 영화 오스카 그랜트의 《어떤 하루(원제: Fruitvale Station)》로 각색되어 개봉되었다.
  - 대한민국에서 석면 사용 및 제조가 금지되었다.
- 1월 3일 - 김형오 국회의장이 민주당과 민주노동당이 대한민국 국회의사당 본회의장을 점검하고 있는 상황을 해소하기 위해 국회 경위를 투입해서 강제진압했다.
- 1월 12일 - 조지 W. 부시 미국 대통령은 현지시간 1월 12일 백악관에서 재임중 마지막 기자회견을 열어 “북한은 핵 검증 약속을 지켜야 한다”며 “아직 위험한 국가다”라고 밝혔다.
- 1월 15일 - 미국 뉴욕에서 ‘허스든 강의 기적’이라고 불리는 US 에어웨이즈 1549편 불시착 사고가 일어났다.
- 1월 20일
  - 대한민국 서울특별시 용산구에서 용산4구역 철거현장 화재 사건이 발생하였다.
  - 조지 W. 부시 미국 대통령이 한국시간 1월 21일 취임식 기준으로 대통령 임기가 종료되어 퇴임하였다.
  - 버락 오바마가 한국시간 1월 21일, 미국 제44대 대통령에 취임하여 임기가 시작되었다
- 1월 24일 - 연쇄 살인범 강호순이 검거되었다.
- 1월 26일
  - 인도네시아에서 금환일식이 일어났다.
  - 2008년 9월 세계금융위기로 인해 아이슬란드에 국가부도가 일어나 아이슬란드 연립내각이 붕괴되었다.
- 1월 28일 - 스리랑카에서 내전이 격화되어 민간인이 대거 희생되었다.
- 1월 30일 - 강호순이 실종 부녀자 7명을 살해했다고 자백했다.

### 2월
- 2월 14일 - 빌리 헤링턴이 일본을 방문했다.
- 2월 16일 - 김수환 추기경이 선종하였다.
- 2월 25일 - 고흥길 국회 문화체육관광방송통신위원장은 미디어 관련법을 직권 상정하였다.

### 3월
- 3월 2일 원/달러 환율이 장중 1596원까지 치솟아 1600원선을 위협하다가 1570원으로 거래를 마감하였다.
- 3월 8일 - 조선민주주의인민공화국이 제 12기 최고인민회의 대의원선거를 실시했다.
- 3월 9일 - 대한민국의 배우 장자연이 향년 29세의 나이에 자살하였다.
- 3월 12일 - 독일 빈넨덴 소재 한 실업 고등학교에서 크레취머라라는 17살 학생이 학교에서 총기를 난사하여, 범인을 포함해서 최소 16명이 사망하였다.
- 3월 16일 - 예멘의 시밤 관광지에서 자살 폭탄 테러로 한국인 관광객 4명이 사망하고 3명이 부상 당했다.
- 3월 17일 - 필리핀 남부 해역에서 규모 6.3 강진이 일어났다.
- 3월 23일 - 일본 도쿄 나리타 국제공항에서 페덱스 화물기가 극심한 강풍으로 착륙에 실패하여 미국인 조종사 2명이 사망하였다. 페덱스 익스프레스 80편 참조.
- 3월 27일 - 인도네시아 자카르타 남쪽 50 km 탕게랑 지구 시투 긴퉁 댐이 붕괴해 50명이 사망하고 많은 실종자가 발생하였다.
- 3월 30일 - 파키스탄 펀자브 주 외곽에 마나완 경찰학교에 무장괴한들이 침입, 27명의 사망자와 90명의 부상자들이 발생하였다.
- 3월 31일 - 대한민국 서해상에 공군 KF-16 전투기가 추락하였으나, 조종사는 미리 탈출해 죽음을 면했다.

### 4월
- 4월 1일
  - 미국과 러시아가 전략무기제한협정에 착수했다.
  - 북해 인근에서 유로콥터 AS 332기가 불시착하면서 최소 8명이 숨졌다.
  - 알바니아와 크로아티아가 북대서양조약기구에 참여하기로 했다.
  - 스웨덴 의회가 동성결혼을 법적으로 허용했다.
- 4월 2일 - 영국 런던에서 G20 정상회의가 개최되었다.
- 4월 3일
  - 미국 뉴욕주 빙햄턴 이민센터에서 40대 아시아계 남성이 총기난사, 14명이 사망하였다.
  - 미국의 일자리가 3월에만 66만여 개 축소돼 실직률이 8.5%로 올랐다.
  - 프랑스 경찰이 나토 회의에 대항하는 시위자 300명을 체포했다.
  - 타이군과 캄보디아군의 무기고 교환 과정에서 군인 4명이 숨졌다.
  - 아일랜드의 수도 더블린의 서쪽인 클론달킨에서 40명 정도가 폭동을 일으켰다.
  - 미국 아이오와주 법원이 동성결혼을 허용했다.
- 4월 4일
  - OECD가 필리핀, 코스타리카, 라부안, 말레이시아를 조세 피난처로 악용되고 있다며 블랙리스트 국가로 지정했다.
  - 미국의 원격조정 비행기 미사일이 파키스탄의 북 와지리스탄에 떨어져 13명 이상이 숨졌다.
- 4월 5일
  - 조선민주주의인민공화국 함경남도 무수단리에서 조선민주주의인민공화국이 광명성 2호 인공위성[1]을 발사했으나, 태평양에 떨어지고 궤도진입에는 실패했다.
  - 조선민주주의인민공화국이 오전 11시 30분 15초 경 함경북도 화대군 무수단리 발사장에서 미사일이 아닌 인공위성 광명성 2호를 탑재한 은하 2호를 발사하였다.
  - 덴마크의 아네르스 포그 라스무센 총리가 북대서양 조약 기구(NATO) 사무총장으로 지명되었고, 후임 총리로 라르스 뢰케 라스무센이 임명되었다.
- 4월 6일 - 이탈리아 로마 북동부 라킬라에서 리히터 규모 6.7의 강진이 일어났다. 이 강진으로 235명이 사망하였다.
- 4월 8일 - 미국 캘리포니아 터메큘라에 있는 한인 교회에 총격사건 발생, 1명이 사망하고 4명이 부상을 입었다.
- 4월 9일 - 알제리 2009년 대통령 선거에서 압델아지즈 부테플리카가 90% 이상의 득표율로 세 번째로 당선되었다.
- 4월 12일 - 전국노래자랑이 경기도 김포시편 방송에서 최초로 HD급 고화질 방송으로 전파를 탔다.
- 4월 13일
  - 타이 방콕에서 탁신 친나왓 전 총리 지지세력의 과격시위가 발생, 강제진압이 개시, 이 과정에서 최소 73명이 부상당했다.
  - 폴란드 서부 카미엔포모르스키에 있는 노숙자 보호소에서 화재가 발생, 최소 21명 이상이 사망하였다.
  - 유엔 안전보장이사회에서 조선민주주의인민공화국의 광명성 2호 발사를 비난하는 내용의 의장 성명안을 채택하였고, 조선민주주의인민공화국은 이에 반발, 6자 회담의 불참을 선언하고 국제 원자력 기구(IAEA)의 사찰요원을 추방하였다.
- 4월 17일 - 소말리아 아덴만에서 청해부대가 덴마크 상선 퓨마호를 납치하려던 해적을 퇴치하였다.
- 4월 21일 - 유럽 남방 천문대는 지금까지 발견된 외계 행성들 중 지구와 가장 비슷한 크기의 글리제 581 e를 발견했다고 공식 발표했다.
- 4월 22일 - 연쇄살인범 강호순이 8명의 부녀자를 살해한 혐의와 장모집 방화사건 등을 모두 유죄로 인정되었다.
- 4월 23일
  - 이라크 바그다드에서 폭탄 조끼를 입은 한 무장대원이 종파분쟁 난민들에게 구호품을 나눠주고 있던 경찰관 사이에서 폭탄을 터뜨려 28명이 숨지고 52명이 다쳤다.
  - 이라크 북부 무크다디야 지역에서 폭탄을 실은 트럭이 식당을 덮쳐 45명이 숨지고 55명이 다쳤다.
  - 일본 요요기 공원에서 구사나기 쓰요시가 체포됐다.
- 4월 24일
  - 대한민국 연쇄살인범 강호순이 사형을 선고받았다.
  - 독일에서 2006년 독일 월드컵을 앞두고 국가대표팀 혼혈 선수를 비방하는 전단을 제작해 선동, 모욕 혐의로 기소된 NPD 당수와 간부 2명에 대해 유죄가 인정됐다.
  - 이라크 바그다드의 시아파 사원 인근에서 여성 2명에 의한 자살 폭탄 테러가 발생, 60명이 숨지고 125명이 다쳤다고 현지 경찰이 밝혔다.
  - 조선민주주의인민공화국은 조선중앙통신 보도를 통해 "미국 기자들의 범죄 자료에 기초해 그들을 재판에 회부하기로 정식 결정했다"고 밝혔다.
- 4월 25일
  - 멕시코에서 돼지 인플루엔자로 81명이 사망하였다. 이에 세계 보건 기구는 돼지 인플루엔자가 세계적 유행병일 가능성이 있다고 발표했다.
  - 유엔 안보리 대북제재위원회는 현지시간 24일 오후 유엔본부에서 회의를 열어 조선민주주의인민공화국의 로켓 발사와 관련한 제재 대상으로 조선민주주의인민공화국의 기업 3곳을 선정했다.
  - 조선민주주의인민공화국은 현지시간 24일 유엔 안보리 대북제재위원회가 조선민주주의인민공화국의 로켓 발사에 대한 대응으로 조선민주주의인민공화국 기업 3곳을 자산동결 등 제재 대상으로 선정한 것과 관련 "이를 철저히 배격한다"며 반발했다.
  - 남아프리카 공화국에서 지난 4월 22일 실시된 총선 개표 결과, 집권당인 아프리카 민족회의(ANC)가 압도적인 지지율로 승리를 거뒀다. 이에 따라 ANC의 대통령 후보인 제이콥 주마 총재는 5월 6일 의회 투표를 거쳐 9일 남아공의 네 번째 흑인 대통령으로 취임하게 된다.
- 4월 26일
  - 2009년 대한민국 재보궐선거 울산 북구에서 출마한 민주노동당의 김창현 후보와 진보신당의 조승수 후보는 조승수 후보로 단일화하기로 결정했다.
  - 대한민국 배우 주지훈이 마약 투약 혐의로 불구속 입건되었다.
- 4월 29일 - 대한민국에서 4월 29일 재보궐선거가 국회의원 5곳(인천 부평구을, 울산 북구, 전북 전주 완산구 갑, 전북 전주 덕진구,경북 경주), 기초단체장 1곳(경기 시흥), 광역의원 3곳, 기초의원 5곳, 교육감 2곳(충남,경북)에서 치러졌다.
- 4월 30일 - 대한민국 16대 대통령 노무현이 검찰의 소환조사를 받았다.

### 5월
- 5월 1일 - 개정 의료법의 시행으로 영리목적의 외국인환자 유치사업의료관광이 시작되었다.
- 5월 4일 - 네팔의 총리 프라찬다가 전격 사의를 표명했다.
- 5월 9일 -
  - 차드에 내전이 재발, 150명이 사망하였다.
  - 인터넷 논객 미네르바가 허위사실 유포 등에 대해 무죄를 선고받았다.
- 5월 11일 - 미국 NASA의 애틀랜티스 우주왕복선이 허블 우주 망원경 수술에 착수했다.
- 5월 16일 - 스리랑카의 대통령 마힌다 라자팍사가 타밀반군 격퇴를 선언, 26년간에 걸친 스리랑카 내전의 마침표를 찍었다.
- 5월 17일 - 쿠웨이트 최초 여성의원 4명이 후보에 올랐다.
- 5월 18일
  - 충남대학교 서상희 교수 연구팀이 신종 플루의 인체 백신을 세계 최초로 개발하는 데 성공했다.
  - 대한민국 서울에서 C40 기후정상회의를 개최하였다. (~ 5월 21일)
- 5월 21일 - 대한민국 대법원이 최초로 존엄사를 인정하는 선고를 하였다.
- 5월 22일 - 대한민국의 배우 여운계가 신장암 폐 전이로 인하여 향년 70세의 일기로 사망하다.
- 5월 23일 - 대한민국 16대 대통령 노무현이 봉하마을 뒷산에서 투신해 사망하였다.
- 5월 25일 - 조선민주주의인민공화국이 풍계리에서 2차 핵실험에 성공하였다. 단거리 미사일 3발도 발사하였다.
- 5월 29일
  - 대한민국의 제16대 대통령 노무현의 국민장 영결식이 엄수되었다.

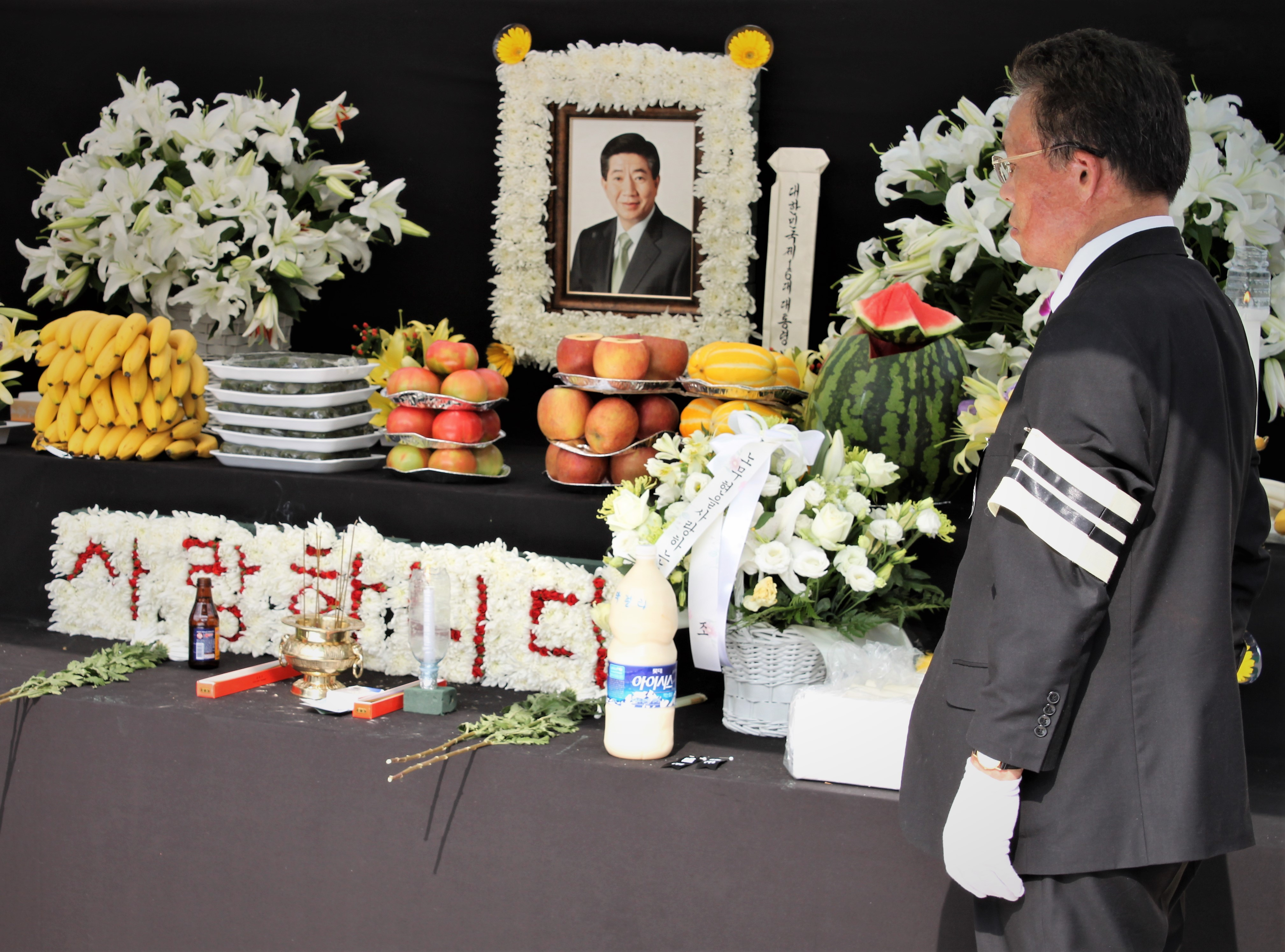
노무현 전 대통령 국민장

- - 삼성 특검:삼성그룹 경영권 승계를 위해 에버랜드 전환사채(CB)를 저가로 발행해 아들 이재용에게 증여한 혐의로 기소된 이건희에 대해 무죄가 확정됐다.

### 6월
- 6월 7일 - 프랑스 소속 에어프랑스 447편 여객기가 대서양연안에서 추락하여 탑승객 전원이 사망하였다.
- 6월 9일 - 가봉의 최장 집권 대통령인 오마르 봉고가 스페인의 한 병원에서 향년 73세로 사망하였다.
- 6월 7일 -
  - 브라질 정부가 대서양 상공에서 실종된 에어프랑스 에어버스 A330 447편의 탑승자 시신을 41구 인양했다고 발표했다.
  - 콜롬비아 보건 당국은 "콜롬비아에서 신종 플루에 감염돼 사망한 첫 사례가 발생했다"고 밝혔다. 현재 전 세계 73개 국에서 2만6500명이 감염, 140명이 사망했다.
  - 대한민국 강원도 평창군의 한 어린이집 원생 14명이 수족구병에 감염돼 치료를 받은 것으로 보건소에서 밝혔다.
  - 대한민국 해군이 조선민주주의인민공화국 경비정의 황해 북방한계선 침범에 대비해 함정을 증강배치했다.
  - 미국 연방법원은 관타나모 수용소에 수감 중인 탄자니아 출신 <아흐메드 칼판 가일라니>를 뉴욕으로 호송, 첫 재판을 진행했다.
- 6월 10일 - 파키스탄 서북부 도시 폐샤와르 5성급 호텔에 강력한 폭발로 16명이 사망하고 57명이 부상당하였다.
- 6월 11일 - 세계보건기구가 H1N1 인플루엔자의 전염병 경보 수준을 대유행으로 격상했다. 대유행 선언은 1968년 이후 처음이다.
- 6월 12일 -
  - 대한민국 국방부가 황해 북방한계선에서 조선인민군의 무력도발 가능성이 크다고 판단해 대한민국 해병대 1사단과 2사단에서 차출한 병력을 백령도와 연평도에 배치했다.
  - 세계보건기구는 신종플루가 74개국에서 2만9천669명이 감염 되었고 8개국에서 145명이 사망했다고 공식 보고되었다
  - 대한민국 대검찰청 중앙수사부는 박연차 게이트 수사와 관련해 박연차 전직 태광실업 회장을 포함해 전체 21명을 기소하고 故 노무현 전직 대통령 뇌물수수 의혹 부분은 내사 종결했다는 내용의 수사결과를 발표했다.
  - 대한민국 광주지방경찰청은 40대 남자가 음주운전으로 초등학생을 치고 공기총으로 살해해 야산에 버렸다는 사실을 밝혔다.
  - 사우디아라비아가 여성에 대한 남성 보호제도 및 미성년자 사형 등을 폐지하겠다고 밝혔다고 국제 인권감시단체인 휴먼라이츠워치(HRW)가 밝혔다.
  - 앤티가 바부다의 화물선 한 척이 오만 영해에서 해적들에게 납치됐다.
  - 이란의 대통령 선거에서 마무드 아마디네자드 후보가 당선돼 재선에 성공하였다.
  - 세계없는 세계화The Global Gamble의 저자 피터 고완(피터 고언)이 중피종으로 만 63세의 나이로 사망했다.
- 6월 13일 - 이란 대통령 선거 부정선거 의혹으로 1979년 이란 혁명 이후 최대 규모의 시위가 시작되었다.
- 6월 7일 - 미국 워싱턴에서 지하철이 충돌, 74명의 사상자가 발생하였다.
- 6월 25일 - 미국의 팝가수 마이클 잭슨이 사망하였다.
- 6월 29일 - 미국의 난쟁이 레슬러 에스펙트리토 2세, 라 파르키타가 호텔에서 암살되었다, 예멘 국적 소속 150명을 태운 예메니아 항공 소속 여객기가 인도양의 코모로제도에 추락하였다.

### 7월
- 7월 2일 - 조선민주주의인민공화국이 4발의 지대함 미사일을 동해상으로 발사하였다.
- 7월 4일
  - 조선민주주의인민공화국이 6발의 스커드 미사일을 동해상으로 발사하였다.
  - 그룹 동방신기가 K-POP보이밴드 최초로 도쿄 돔에 입성했다.
- 7월 6일
  - 중화인민공화국의 신장 위구르 자치구에서 사상 최대 반중시위가 발생, 최소 140여명이 사망하였다.
  - 베트남 북부 산악지역에서 발생한 산사태로 인해 22명이 사망하였다.
- 7월 7일 - 대한민국과 미국에서 7.7 DDoS 공격이 발생하였다.
- 7월 7일 - 부산광역시 경상남도 광주광역시 전라남도 울산광역시에 집중호우가 발생하였다. 부산은 일 강수량 310mm로 기상관측 사상 2위를 기록하였다.
- 7월 8일 - 이탈리아 라퀼라에서 G8 정상회담이 개최되었다.
- 7월 15일 - 이란의 승객과 승무원 168명을 태운 카스피안 항공 여객기가 이란 북부에 추락, 탑승객 전원이 사망하였다.
- 7월 16일 - 아이슬란드가 EU 가입을 승인하였다.
- 7월 16일 - 부산광역시 경상남도에 또 다시 집중호우가 쏟아졌다. 부산의 강수량은 266mm로 큰 피해를 입게 되었다.
- 7월 17일 - 인도네시아 자카르타에서 리츠칼튼 호텔과 메리어트 호텔인근에 폭탄테러가 발생에 9명이 사망하고, 50명이 부상을 입었다.
- 7월 21일 - 독일 아우토반에서 260중 연쇄추돌사고가 나 66명이 부상을 입었다. 이는 아우토반 최악의 교통사고로 남게 되었다.
- 7월 22일 - 대한민국에서 미디어법이 직권상정되었다.
  - 윈도우 7 출시
- 7월 23일 - 민주공화당 허경영 총재가 형기를 마치고 출소하였다.
- 7월 29일 - 현실남매 아토가 출생하였다.
- 8월 29일 - 삼성 특검:삼성SDS 신주인수권부사채 저가 배정 사건으로 기소된 이건희 전 삼성그룹 회장에 대한 파기환송심에서 징역 6년에 벌금 3000억 원이 구형됐다.
- 8월 31일 - 그룹 동방신기 멤버 영웅재중, 믹키유천, 시아준수가 SM 엔터테인먼트를 상대로 전속계약 효력정지 가처분 신청을 하였다.

### 8월
- 8월 1일 - 대한민국의 광화문 광장이 일반시민에게 공개되었다.
- 8월 4일 - 쌍용자동차 평택공장(현 KG모빌리티)에서 경찰이 시위 진압을 주도하였다.
- 8월 6일 - "인도네시아 부톤섬에서 토속어인 찌아찌아어를 표기할 공식문자로 한글을 도입했다"고 보도됐다.('공식 도입'은 사실이 아닌 것으로 드러났다)
- 8월 14일 - 삼성 특검:삼성SDS 신주인수권부사채 저가 배정 사건으로 기소된 이건희 전 삼성그룹 회장과 임원들에 대한 파기환송심 선고공판에서 이 전 회장에게 징역 3년에 집행유예 5년, 벌금 1천100억원을 선고했다. 이학수 전 부회장은 징역 2년 6월에 집행유예 5년, 김인주 전 사장은 징역 3년에 집행유예 5년을 선고받았다.
- 8월 18일 - 대한민국의 제15대 대통령 김대중이 서거하였다.
- 8월 21일 - 조선민주주의인민공화국 조문단이 김대중 전 대통령의 분향소를 방문하였다.
- 8월 23일 - 대한민국의 제15대 대통령 김대중의 국장 영결식이 엄수되었다.
- 8월 25일 - 대한민국의 첫 발사체인 나로호가 발사되었지만 부분적으로 실패하고 말았다.
- 8월 30일 - 일본 중의원 선거에서 민주당이 승리하였다. 이로써 자민당 54년 집권은 막을 내리게 되었다.

### 9월
- 9월 1일 - 대한민국의 배우 장진영이 병세가 악화되어 만 37세의 나이에 위암으로 숨을 거뒀다.
- 9월 2일 - 인도네시아의 자와섬에서 진도 7.3강진이 일어나 15명이 사망하였다.
- 9월 3일 - 대한민국의 이명박 대통령이 새 국무총리에 정운찬 전 서울대학교 총장을 내정하고 6개 부처의 장관을 교체하는 중폭 개각을 단행했다.
- 9월 4일 - 간도 협약 100주년.
- 9월 6일 - 필리핀 남부 해역에서 968명의 승객을 태운 여객선 슈퍼페리 9호가 전복해 9명이 사망하고, 33명이 실종하였다.
- 9월 6일 - 조선민주주의인민공화국에서 임진강 물 4000t을 예고없이 남쪽으로 방류해 6명이 사망하였다.
- 9월 23일 - 미국 피츠버그에서 G20 정상회의가 개막되었다.
- 9월 26일
  - 대한민국과 조선민주주의인민공화국 간 남북 이산 가족상봉이 금강산에서 이루어졌다.
  - 필리핀 마닐라에서 태풍 켓사나가 강타, 인명 피해가 발생하였다.
- 9월 29일 - 대한민국의 정운찬 국무총리가 취임하고, 이명박 대통령이 내정한 2기 내각이 출범했다.
- 9월 30일 - 사모아에서 진도 8.0의 강진이 발생, 100여명이 사망하였다.

### 10월
- 10월 1일 - 미국 과학저널 사이언스에 아르디피테쿠스의 뼈 조각을 재구성, 전반적인 모습을 복원한 사진을 공개하였다.
- 10월 11일 - 2008년 이후 학생인권 실태조사가 청소년인권행동 아수나로를 주축으로 여러 청소년단체가 실시하였다.
- 10월 18일 - 대한민국의 산악인 오은선이 악천후로 인해 안나푸르나 등반에 실패하여 세계 여성산악인 최초의 히말라야 8000m급 14좌 완등이 사실상 실패하였다.
- 10월 22일 -마이크로소프트가 한국에서 윈도우 7을 출시했다.
- 10월 26일 - 안중근 의거 100주년

### 11월
- 11월 3일 - 대한민국에서 하루 9,000여명이 신종 플루에 감염되었다. 같은 날 신종 플루의 국가 전염병 재난 단계를 심각으로 상향조정하였다.
- 11월 5일 - 미국 텍사스주 포트 후드 미군 기지에서 총기난사가 발생, 13명이 사망하고 30명이 부상당했다.
- 11월 10일 - 대한민국과 조선민주주의인민공화국 간의 교전이 벌어졌다.
- 11월 14일 - 대한민국 부산광역시에서 실내사격장 화재가 발생하여 일본인 관광객 7명이 사망하였다.
- 11월 20일 - 미국 사이판에서 한국인을 포함한 다수의 관광객들에게 신원미상의 괴한이 총기를 난사해 모두 5명이 숨지고 8명이 부상당했다.
- 11월 22일
  - 대한민국 연쇄살인범 정남규가 서울구치소에서 목을 매 자살하였다.
  - 일본 도쿄도 스기나미구 음식점에서 화재가 발생 4명이 사망하고 12명이 부상당했다.
  - 중화인민공화국 헤이룽장성 허강 시 신싱광산에서 폭발사고가 발생 87명이 사망하였다.
  - 인도네시아 수마트라섬 앞바다에서 폐리호가 악천후로 인해 침몰하였다.
- 11월 26일
  - 사우디아라비아 메카에서 기록적인 폭우로 77명이 사망하고 350명이 실종됐다.
  - 한국철도공사 노조가 파업에 돌입했다.
- 11월 27일 - 아랍에미리트에서 두바이 쇼크가 일어났다.
- 11월 30일 - 러시아 북서쪽 노브고로드와 트베리 지역에서 폭탄테러로 열차가 탈선, 25명이 사망하였다.

### 12월
- 12월 3일 - 한국철도공사 노조가 파업을 철회했다.
- 12월 15일 - 덴마크 코펜하겐에서 코펜하겐 기후회의가 열렸다.

## 문화

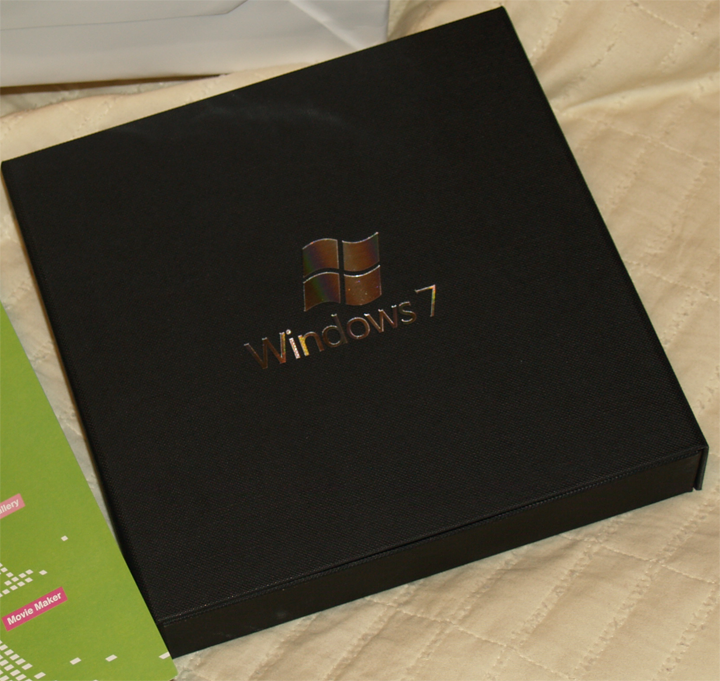
윈도우 7

- 1월 8일 - 스티브 발머 마이크로소프트 최고경영자는 CES 기조연설에서 차기 OS인 윈도우 7의 베타 버전과 윈도우 라이브의 최신 버전을 선보였다.
- 1월 9일 - 윈도우 7의 베타 버전 배포가 시작되었다.
- 1월 17일 - 애프터스쿨이 데뷔하였다.
- 2월 7일 - 대한민국의 여자 피겨스케이팅 선수 김연아가 캐나다 밴쿠버에서 열린 ‘2009 4대륙 선수권대회’에서 1위를 차지했다.
- 2월 28일 - 대한민국의 종합 인터넷 검색회사 엠파스가 네이트에 통합되었다.
- 3월 20일 - 대한민국의 제주항공이 저가항공사 최초로 대한민국 인천 - 일본 기타큐슈, 오사카간 정기노선을 취항하였다.
- 4월 1일 - 대한민국 축구 국가대표팀이 서울 월드컵 경기장에서 열린 2010년 FIFA 월드컵 최종예선에서 김치우의 결승골에 힘입어 1-0으로 조선민주주의인민공화국 축구 국가대표팀을 이겼다.
- 4월 14일 - 마이크로소프트가 윈도우 XP와 마이크로소프트 오피스 2003의 메인스트림 지원을 종료했다.
- 4월 18일 - KBS TV 프로그램 가족오락관이 1237회로 종영하였다.
- 4월 28일 - 마이크로소프트에서 윈도우 비스타 서비스팩 2가 발표되다.
- 5월 1일 - 수도권 전철이 종이 승차권을 폐지하고 1회용 교통카드로 전환되었다.
- 5월 9일 - 2009년 월드 베이스볼 클래식이 개최되었다. (~5월 25일)
- 5월 11일 - 천주교 수원교구 제4대 교구장 이용훈 주교의 착좌식이 거행되었다.
- 5월 17일 - 투애니원이 《SBS 인기가요》를 통해 데뷔하였다.
- 5월 28일 - 서천공주고속도로가 개통되었다.

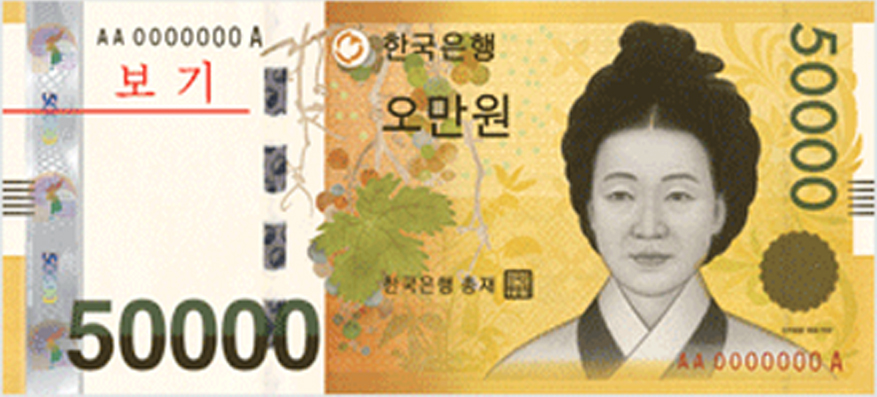
대한민국 5만원권

- 5월 29일 - 동화약품주식회사로 사명 변경되었다.
- 6월 1일 - 대한민국 인천 지하철 1호선 송도신도시 연장구간이 개통되다.
- 6월 7일 - 스위스의 테니스 선수 로저 페더러가 프랑스 오픈 남자 단식에서 우승했었다.
- 6월 11일 - 대한민국 교육과학기술부가 전남 고흥군 봉래면 외나로도 소재에 나로우주센터를 준공했다. 대한민국은 13번째 우주센터 보유 국가가 되었다.
- 6월 18일 - 포미닛이 데뷔하였다.
- 6월 23일 - 대한민국 5만원권 지폐 발행이 시작되었다.
- 6월 26일 - 대한민국의 신세계백화점 센텀시티점이 세계에서 제일 큰 백화점으로 기네스북에 등재되다.

- 7월 1일

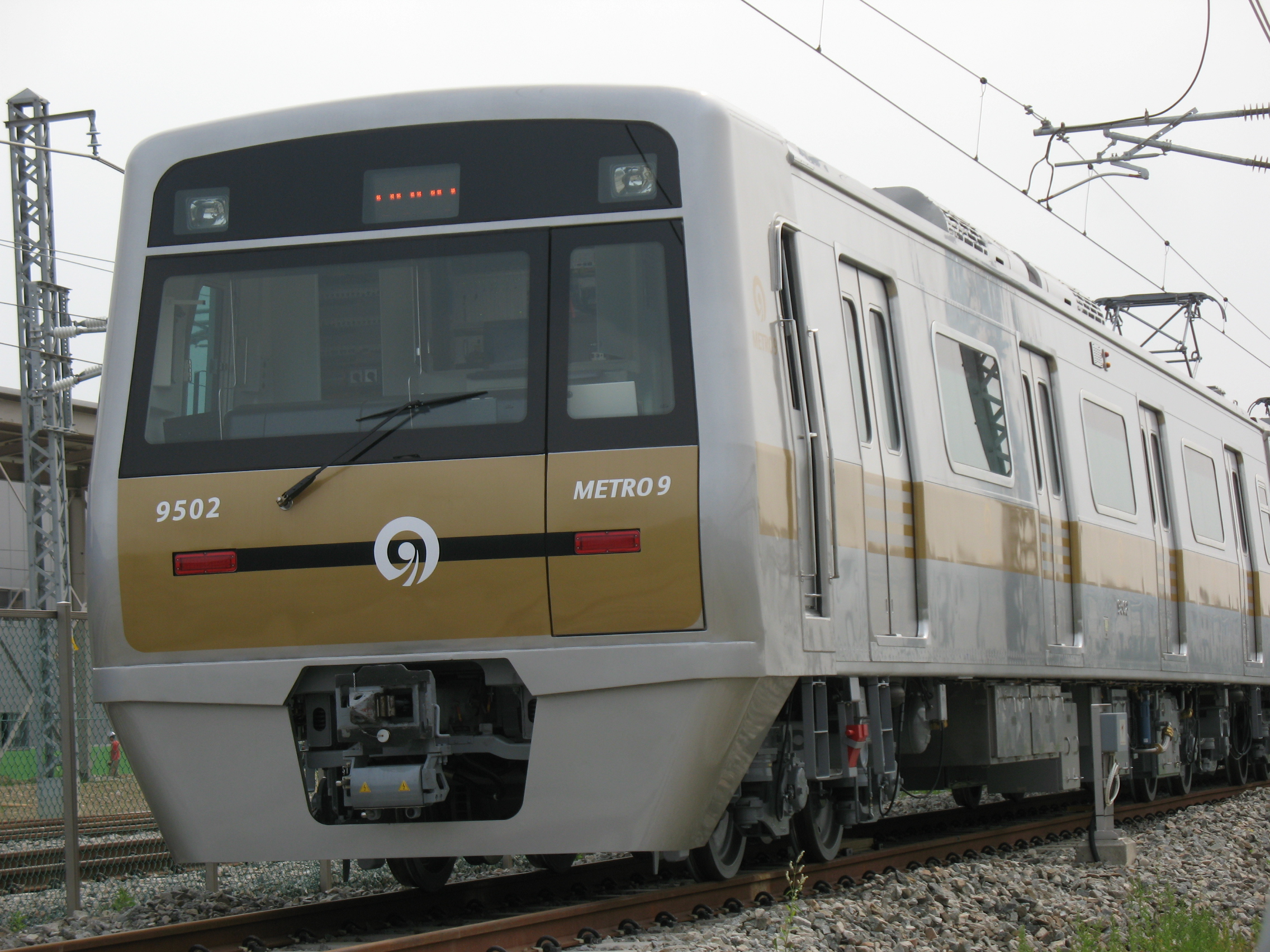
서울 지하철 9호선

  - 대한민국의 수도권 전철 경의선 서울역 - 문산역 간 복선 전철이 개통되었다.
  - 용인서울고속도로가 개통되었다.
- 7월 4일 - 그룹 동방신기 한국 가수 최초로 도쿄돔에 입성하였다.
- 7월 14일 - MS사가 마이크로소프트 오피스 2000에 대한 판매와 지원을 중단하다.
- 7월 15일 - 서울양양고속도로(강일 나들목 ~ 춘천 분기점 구간)가 개통되었다.
- 7월 24일 - 대한민국 서울 지하철 9호선 1단계 구간이 개통되었다.(개화~신논현)
- 7월 29일 - 걸 그룹 티아라가 데뷔하였다.
- 7월 31일 - 서울양양고속도로 조양 나들목이 추가 개통되었다.
- 8월 8일 - 대한민국의 인천세계도시축전이 80여일간의 일정으로 개막되었다.
- 8월 23일 - UEFA 여자 유로 2009가 개막되었다.

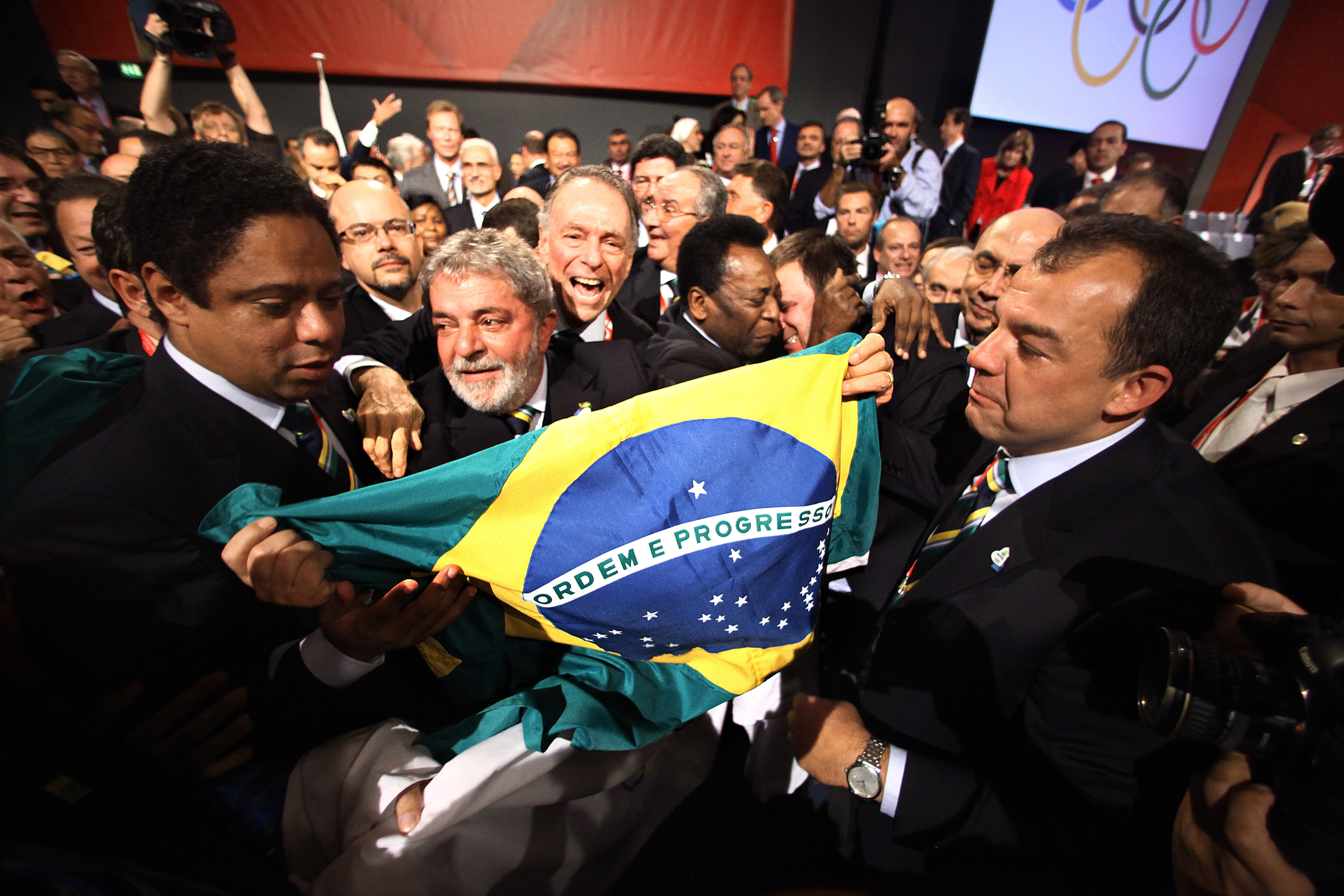
리우데자네이루,2016년 하계 올림픽 유치

- 9월 10일 - UEFA 여자 유로 2009가 폐막하였고, 최초로 세계 자살 예방의 날과 폐막식과 관계가 이루어졌다.
- 9월 15일 - 광주종합버스터미널 개장.
- 10월 2일 - 덴마크 코펜하겐에서 열린 제121차 IOC 총회에서 브라질의 리우데자네이루가 2016년 하계 올림픽 개최지로 선정되었다.
- 10월 3일 - 이집트 수에즈의 무바라크 스타디움에서 열린 FIFA U-20 월드컵 2009 C조 예선 3차전에서 대한민국 축구 U-20 대표팀이 미국을 3-0으로 꺾고 16강에 진출하는데 성공하였다.
- 10월 5일 - 영국의 잭 쇼스택, 오스트레일리아의 엘리자베스 블랙번, 미국의 캐럴 그라이더가 노벨 생리학·의학상을 공동수상하게 되었다고 카롤린스카 의학 연구소가 발표했다.
- 10월 6일
  - 대한민국 서울 종로구에 위치한 세종로에 세종대왕 동상이 운반되었다. 9일 한글날에 제막식을 통해 공개되었다.
  - 중국의 찰스 카오, 캐나다의 윌러드 보일, 미국의 조지 E. 스미스가 2009년 노벨 물리학상을 공동수상하게 되었다고 스웨덴 왕립 고등 과학원이 발표했다.
- 10월 7일 - 이스라엘의 아다 요나스, 인도의 벤카트라만 라마크리시난, 미국의 토머스 스타이츠가 2009년 노벨 화학상을 공동수상하게 되었다고 스웨덴 왕립 고등 과학원이 발표했다.
- 10월 8일
  - 대한민국 부산에서 제 14회 부산국제영화제(14TH PIFF)의 개막식이 열렸다.
  - 독일의 헤르타 뮐러가 2009년 노벨 문학상의 수상자로 결정되었다고 스웨덴 아카데미가 밝혔다.
- 10월 9일 - 미국의 대통령인 버락 오바마가 2009년 노벨 평화상 수상자로 결정되었다.
- 10월 10일 - 대한민국 부산에서 제 14회 부산국제영화제(14TH PIFF) 기간 중에 배우 전도연이 프랑스 정부로부터 문화예술 공로훈장인 기사장(슈발리에)을 수여받았다.
- 10월 12일 - 사상 최초로 여성이 노벨 경제학상 수상자로 선정되어 발표되었다.
- 10월 13일
  - 한국철도공사가 서울역에서 열린 '타자! 기차를!' 발대식에서 KTX-산천을 처음 공개했다. KTX-산천은 2010년 3월부터 운행에 들어간다.
  - 걸그룹 시크릿이 데뷔하였다.
- 10월 16일
  - 대한민국 인천대교가 완공되었다.
  - 뮤직뱅크에서 대한민국의 가수 BEAST(현 하이라이트) 데뷔.
- 10월 17일 - 서울특별시 강북구 옛 드림랜드 자리에 북서울 꿈의숲 개장.
- 10월 18일 - 대한민국의 김연아 선수가 2009-2010 국제빙상경기연맹 피겨 시니어 그랑프리 1차 대회에서 역대 여자 싱글 최고점수를 경신했다.
- 10월 19일 - 대한민국의 인천대교가 개통되었다. 인천대교는 대한민국에서 가장 긴 다리이다.
- 10월 21일
  - 대한민국 서울시가 돈의문을 2013년까지 원형대로 복원하겠다고 밝혔다.
  - 제90회 전국체전 마라톤 대회에서 이봉주가 은퇴 경기를 가졌다.
- 10월 22일 - 윈도우 7 정식버전과 윈도우 서버 2008 R2버전이 출시되다.
- 10월 24일 - KBO 리그 한국시리즈 7차전에서 KIA 타이거즈가 SK 와이번스를 6대 5로 꺾고 시리즈 전적 4승 3패로 1997년 이후 12년만에 통산 10번째 우승을 달성하였다.
- 10월 28일 - 마이크로소프트에서 발매한 윈도우 7이 대한민국에서 판매되기 시작하였다.
- 10월 29일 - 수도권제2순환고속도로 봉담 나들목 ~ 동탄 분기점 구간 개통.
- 10월 30일 - 서울양양고속도로 춘천 분기점 ~ 동홍천 나들목 구간 개통.
- 11월 12일 - 대한민국, 2010학년도 대학수학능력시험을 실시하다.
- 11월 14일 - 레인보우가 쇼!음악중심에서 'Gossip girl'로 데뷔하였다.
- 11월 24일 - 기아자동차에서 K7이 출시되다.
- 12월 4일 - 남아프리카공화국 케이프타운 국제컨벤션센터에서 2010 FIFA 월드컵 본선 조추첨이 열렸다.
- 12월 5일 - 대한민국의 피겨 스케이팅 선수 김연아가 2009 - 2010 ISU 그랑프리 피겨 스케이팅 파이널의 여자 싱글 부문에서 우승하였다.
- 12월 10일 - FIFA 클럽 월드컵 2009가 아랍에미리트에서 개막하였다.
- 12월 11일 - 서울 광화문광장에서 3일간 2009 서울 스노우 잼(Seoul Snow Jam)이 열렸다. 11일~12일에는 현대카드 슈퍼매치 IX - Snow Board City Jump가 13일에는 LG 2009 FIS 스노보드 월드컵 빅에어 대회가 열렸다.
- 12월 19일 - 소녀시대가 《Into The New World》라는 타이틀로 첫번째 단독콘서트를 개최함
- 12월 23일 - 대한민국 수도권 전철 중앙선이 국수~용문 구간이 연장개통 되었다.
- 12월 26일 - KBS 연예대상은 강호동이 대상수상하였다.
- 12월 27일
  - 중국 허난성에서 위나라 태조 무제 조조의 것으로 추정되는 무덤이 발견되었다.
  - UAE가 발주한 총 200억달러(한화 24조원대) 규모의 원자력발전소 건설공사를 한국전력공사 컨소시엄이 수주했다. 이는 대한민국의 첫 원전 플랜트 수출이자 사상 최대규모의 해외수주이다.
- 12월 29일 - MBC 방송연예대상에서 유재석이 대상수상하였다.
- 12월 30일
  - SBS 연예대상에서 유재석, 이효리가 대상 공동수상하였다.
  - MBC 연기대상에서 고현정이 대상수상하였다.
- 12월 31일
  - KBS 연기대상에서 이병헌이 대상수상하였다.
  - SBS 연기대상에서 장서희가 대상수상하였다.

## 탄생

### 1월
- 1월 7일 - 대한민국의 아역배우 김하나.
- 1월 8일 - 일본의 스케이트보드 선수 아카마 리즈.
- 1월 13일 - 대한민국의 가수 오유진.
- 1월 16일
  - 대한민국 키즈모델, 유튜버 나하은.
  - 대한민국의 가수 주빈.
- 1월 17일 - 대한민국의 아역배우 김하겸.
- 1월 19일 - 대한민국의 연습생 전라남도 순천 최주영.
- 1월 21일 - 대한민국의 키즈 크리에이터 띠예.
- 1월 22일 - 대한민국의 유튜버 박지찬.

### 2월
- 2월 6일 - 대한민국의 키즈모딜 고병헌.
- 2월 11일 - 대한민국의 배우 윤지민.
- 2월 12일 - 대한민국의 아역배우 최유리.
- 2월 19일 - 대한민국의 배우 문우진.
- 2월 20일 - 대한민국의 아역배우 이우주.
- 2월 23일 - 대한민국의 가수 김다현.
- 2월 24일 - 대한민국의 아역배우 이한서.
- 2월 28일 - 대한민국의 가수 방윤하.

### 3월
- 3월 2일 - 일본의 바둑 기사 나카무라 스미레.
- 3월 8일 - 일본의 아이돌 야마구치 유이.
- 3월 13일 - 대한민국의 골프 선수 강시후.

### 4월
- 4월 7일- 대한민국의 가수 김수빈.
- 4월 15일 - 미국의 배우 줄리아 버터스.
- 4월 18일 - 대한민국의 배우, 모델, 유튜버 김민서.
- 4월 30일 - 대한민국의 가수 임도형.

### 5월
- 5월 3일 - 대한민국의 아역배우 구건민.
- 5월 14일 - 대한민국의 아역배우 신린아.
- 5월 24일 - 대한민국의 래퍼 겸 작사가 도리코.
- 5월 30일 - 대한민국의 아역배우 김수인.

### 6월
- 6월 7일 - 대한민국의 아역배우 김강훈.
- 6월 13일
  - 칠레의 유튜버 tomiii 11.
  - 대한민국의 가수 김수빈.
- 6월 22일 - 대한민국의 뮤지컬 배우 최연우.
- 6월 27일 - 대한민국의 아역배우 임한빈.

### 7월
- 7월 4일 - 대한민국의 래처 겸 작사가 율음.
- 7월 28일 - 대한민국의 전 가수 강주하.

### 8월
- 8월 17일 - 대한민국의 아역배우 고나희.
- 8월 22일 - 대한민국의 가수 이유림.
- 8월 25일 - 대한민국의 가수 겸 작사가 정사랑.
- 8월 26일 - 대한민국의 아역배우 허율.
- 8월 28일 - 대한민국의 가수 시아.

### 9월
- 9월 6일 - 대한민국의 가수 시아.
- 9월 16일 - 대한민국의 아역배우 이로운.
- 9월 28일 - 대한민국의 배우 정혜윤.

### 10월
- 10월 18일 - 대한민국의 아역배우 박서경.
- 10월 25일 - 대한민국의 아역배우 이재은.

### 11월
- 11월 1일 - 일본의 아이돌 미스다 미리네.
- 11월 4일 - 대한민국의 유세윤의 아들 유민하.
- 11월 6일 - 대한민국의 아역배우 이고은.
- 11월 10일 - 캐나다의 배우 크리스천 콘베리.
- 11월 13일 - 대한민국의 영화배우 김수현.
- 11월 16일 - 대한민국의 아역배우 서은솔.

### 12월
- 12월 17일 - 대한민국의 영화배우 최효은.
- 12월 20일 - 대한민국의 키즈모델 이태임.

### 미상
- 대한민국의 아역 배우 문승아.
- 덴마크의 왕자 몽페자 백작 헨리크.

## 사망

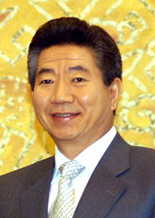
노무현

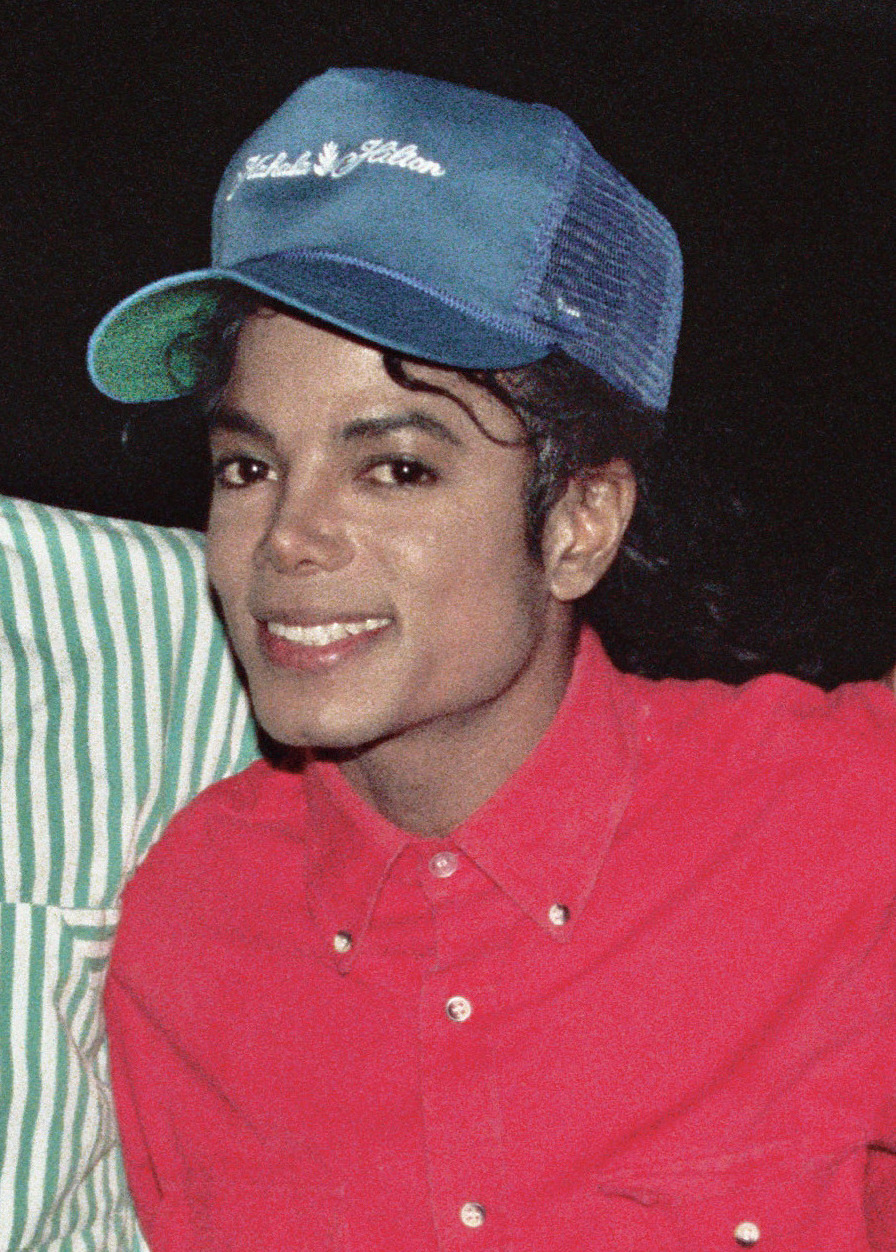
마이클 잭슨

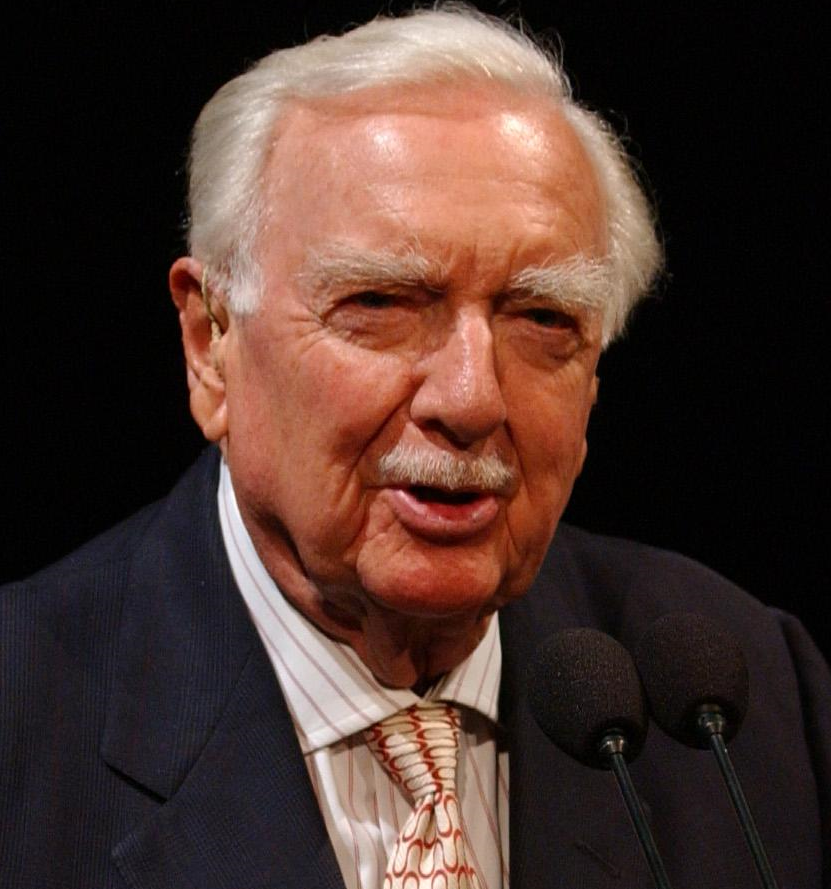
월터 크롱카이트

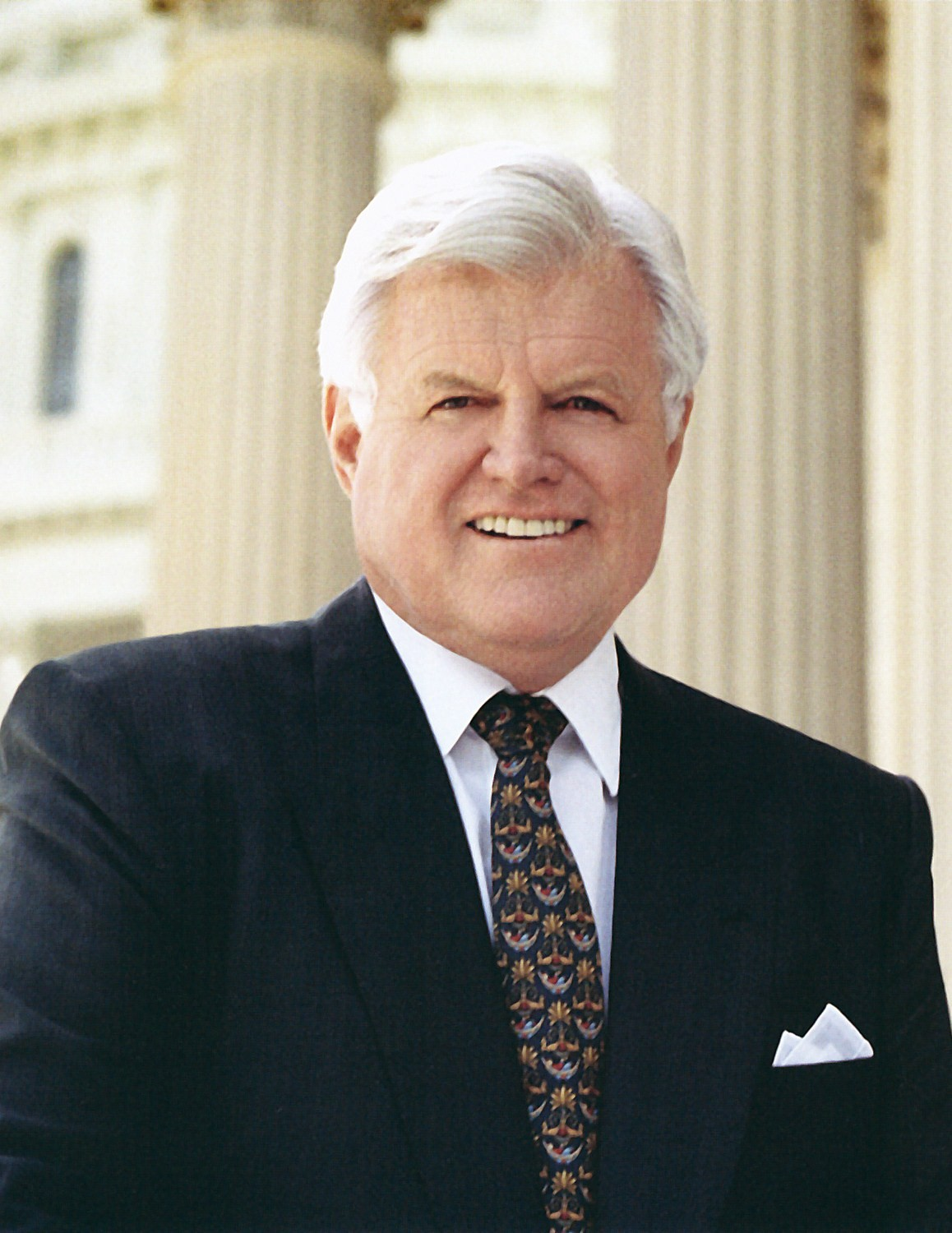
에드워드 케네디

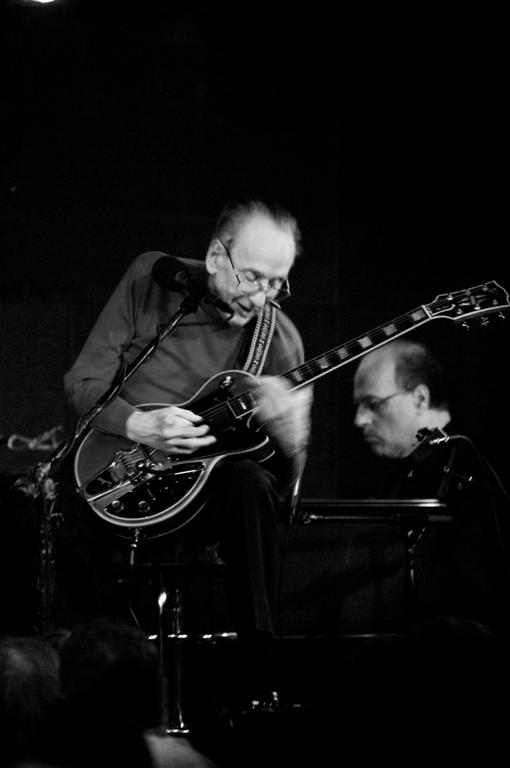
레스 폴

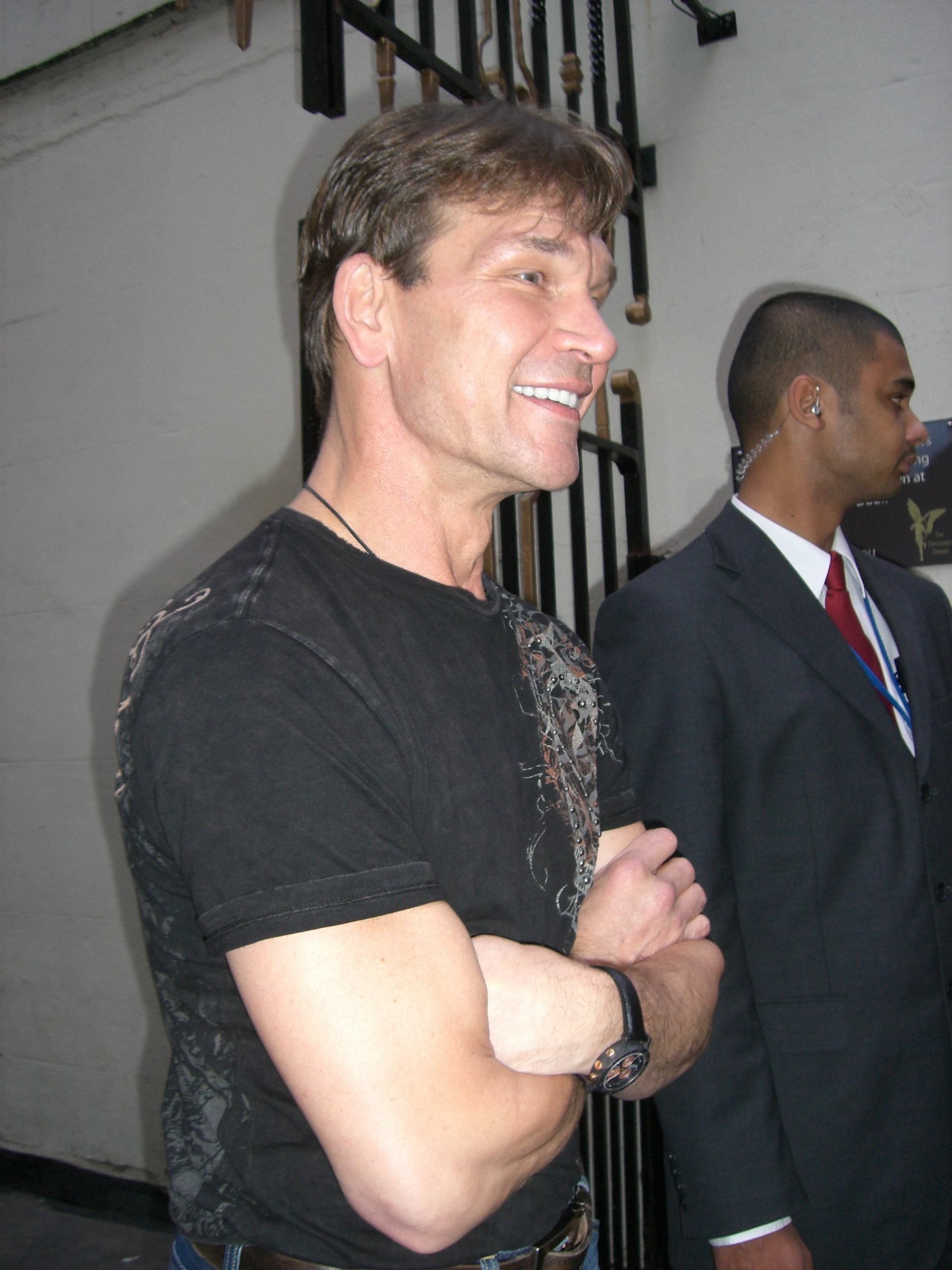
패트릭 스웨이지

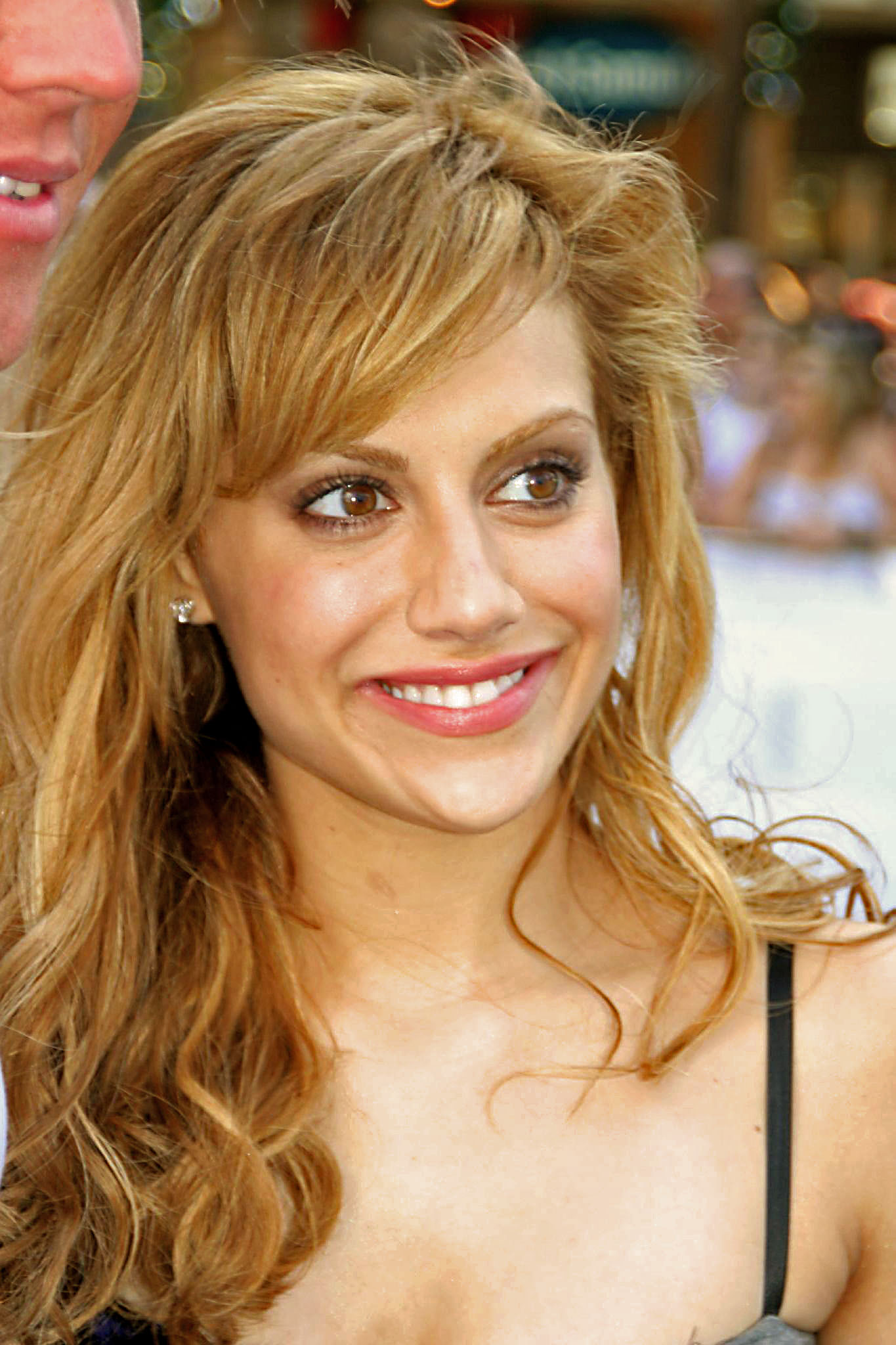
브리트니 머피

### 1월
- 1월 17일 - 대한민국의 배우 김석균. (1979년~)

### 2월
- 2월 16일 - 대한민국의 가톨릭 추기경 김수환. (1922년~)

### 3월
- 3월 6일
  - 대한민국의 요리연구가 하선정. (1922년~)
  - 대한민국의 배우 김흥기. (1946년~)
- 3월 7일 - 대한민국의 배우 장자연. (1980년~)
- 3월 12일 - 대한민국의 가수 이창용. (1971년~)
- 3월 29일 - 대한민국의 기업인 양정모. (1921년~)
- 3월 31일 - 대한민국의 가수 이애리수. (1910년~)

### 4월
- 4월 27일 - 대한민국의 배우 우승연. (1983년~)

### 5월
- 5월 2일 - 일본의 가수 이마와노 키요시로. (1951년~)
- 5월 9일 - 대한민국의 수필가, 번역가, 영문학자 장영희. (1952년~)
- 5월 22일 - 대한민국의 배우 여운계. (1940년~)
- 5월 23일 - 대한민국 제16대 대통령 노무현. (1946년~)
- 5월 27일 - 대한민국의 교육학자 김태길. (1920년~)
- 5월 31일 - 영국의 지도학자 밀비나 딘. (1929년~)

### 6월
- 6월 3일 - 대한민국의 영화배우 도금봉. (1930년~)
- 6월 6일 - 대한민국의 목회자, 조국통일범민족연합 총재 강희남. (1920년~)
- 6월 8일
  - 대한민국의 정치인 정석모. (1929년~)
  - 가봉의 제2대 대통령 오마르 봉고. (1935년~)
- 6월 17일 - 대한민국의 정치인 조세형. (1931년~)
- 6월 25일
  - 대한민국의 영화 배우 김태호. (1979년~)
  - 미국의 가수 마이클 잭슨. (1958년~)
- 6월 28일 - 대한민국의 영화 감독 유현목. (1925년~)

### 7월
- 7월 4일 - 대한민국의 야구 감독 및 야구 선수 조성옥. (1961년~)
- 7월 12일 - 대한민국의 산악인 고미영. (1967년~)
- 7월 13일 - 대한민국의 전국무술인연합회 회장 조일환. (1938년~)
- 7월 17일 - 미국의 방송인 월터 크롱카이트. (1916년~)
- 7월 27일 - 대한민국의 군인 박세직. (1933년~)
- 7월 28일 - 일본의 연쇄살인범 마에우에 히로시. (1968년~)
- 7월 31일
  - 대한민국의 작곡가 김동진. (1913년~)
  - 영국의 축구 선수, 축구 감독 보비 롭슨. (1933년~)

### 8월
- 8월 4일 - 대한민국의 수영 선수 조오련. (1952년~)
- 8월 6일 - 미국의 영화감독 존 휴스. (1950년~)
- 8월 11일 - 미국의 제35대 대통령 존 F. 케네디의 여동생 유니스 케네디 슈라이버. (1921년~)
- 8월 13일 - 미국의 기타리스트, 전자 기타 제작자 레스 폴. (1915년~)
- 8월 18일 - 대한민국의 제15대 대통령 김대중. (1924년~)
- 8월 25일 - 미국의 정치인 에드워드 M. 케네디. (1932년~)
- 8월 28일 - 중화인민공화국의 영화배우, 정치인 성규안. (1955년~)
- 8월 31일 - 대한민국의 천주교 대구대교구 제9대 교구장 최영수. (1942년~)

### 9월
- 9월 1일 - 대한민국의 배우 장진영. (1972년~)
- 9월 11일 - 일본의 만화가 우스이 요시토. (1958년~)
- 9월 12일 - 미국의 농학자 노먼 볼로그. (1914년~)
- 9월 14일
  - 대한민국의 시사 만화가 김상택. (1954년~)
  - 미국의 영화배우 패트릭 스웨이지. (1952년~)
  - 아일랜드의 권투 선수 대런 서덜랜드. (1982년~)

### 10월
- 10월 3일 - 헝가리의 펜싱 선수 콜초너이 에르뇌. (1953년~)
- 10월 4일 - 일본의 정치인 나카가와 쇼이치. (1953년~)
- 10월 31일 - 프랑스의 인류학자 클로드 레비스트로스. (1908년~)

### 11월
- 11월 4일 - 대한민국의 기업인 박용오. (1937년~)
- 11월 9일 - 네덜란드의 정치인 크리스 판 베인. (1922년~)
- 11월 10일 - 독일의 축구 선수 로베르트 엥케. (1977년~)
- 11월 12일 - 대한민국의 독립운동가 이연형. (1921년~)
- 11월 19일 - 대한민국의 모델 김다울. (1989년~)
- 11월 22일 - 대한민국의 살인범 정남규. (1969년~)
- 11월 27일 - 대한민국의 정치인 오근섭. (1947년~)

### 12월
- 12월 4일 - 미국의 프로레슬링 선수 우마가. (1973년~)
- 12월 17일 - 미국의 배우 제니퍼 존스. (1919년~)
- 12월 20일 - 미국의 배우 브리트니 머피. (1977년~)
- 12월 23일 - 대한민국의 언어학자 조성식. (1922년~)
- 12월 28일 - 미국의 드러머 더 레브. (1981년~)

## 노벨상
- 경제학상: 엘리너 오스트롬, 올리버 윌리엄슨
- 문학상: 헤르타 뮐러
- 물리학상: 찰스 카오, 윌러드 보일, 조지 E. 스미스
- 생리학 및 의학상: 엘리자베스 블랙번, 캐럴 그라이더, 잭 쇼스택
- 평화상: 버락 오바마
- 화학상: 아다 요나트, 벤카트라만 라마크리시난, 토머스 스테이츠

## 81회아카데미상수상
- 작품상: 슬럼독 밀리어네어
- 감독상: 대니 보일(슬럼독 밀리어네어)
- 남우주연상: 숀 펜(밀크)
- 여우주연상: 케이트 윈즐릿(더 리더)
- 남우조연상: 히스 레저(다크 나이트)
- 여우조연상: 페넬로페 크루스(비키 크리스티나 바르셀로나)

## 달력
| 1월 |    |    |    |    |    |    |
| 일  | 월 | 화 | 수 | 목 | 금 | 토 |
|     |    |    |    | 1  | 2  | 3  |
| 4   | 5  | 6  | 7  | 8  | 9  | 10 |
| 11  | 12 | 13 | 14 | 15 | 16 | 17 |
| 18  | 19 | 20 | 21 | 22 | 23 | 24 |
| 25  | 26 | 27 | 28 | 29 | 30 | 31 |

| 2월 |    |    |    |    |    |    |
| 일  | 월 | 화 | 수 | 목 | 금 | 토 |
| 1   | 2  | 3  | 4  | 5  | 6  | 7  |
| 8   | 9  | 10 | 11 | 12 | 13 | 14 |
| 15  | 16 | 17 | 18 | 19 | 20 | 21 |
| 22  | 23 | 24 | 25 | 26 | 27 | 28 |

| 3월 |    |    |    |    |    |    |
| 일  | 월 | 화 | 수 | 목 | 금 | 토 |
| 1   | 2  | 3  | 4  | 5  | 6  | 7  |
| 8   | 9  | 10 | 11 | 12 | 13 | 14 |
| 15  | 16 | 17 | 18 | 19 | 20 | 21 |
| 22  | 23 | 24 | 25 | 26 | 27 | 28 |
| 29  | 30 | 31 |    |    |    |    |

| 4월 |    |    |    |    |    |    |
| 일  | 월 | 화 | 수 | 목 | 금 | 토 |
|     |    |    | 1  | 2  | 3  | 4  |
| 5   | 6  | 7  | 8  | 9  | 10 | 11 |
| 12  | 13 | 14 | 15 | 16 | 17 | 18 |
| 19  | 20 | 21 | 22 | 23 | 24 | 25 |
| 26  | 27 | 28 | 29 | 30 |    |    |

| 5월 |    |    |    |    |    |    |
| 일  | 월 | 화 | 수 | 목 | 금 | 토 |
|     |    |    |    |    | 1  | 2  |
| 3   | 4  | 5  | 6  | 7  | 8  | 9  |
| 10  | 11 | 12 | 13 | 14 | 15 | 16 |
| 17  | 18 | 19 | 20 | 21 | 22 | 23 |
| 24  | 25 | 26 | 27 | 28 | 29 | 30 |
| 31  |    |    |    |    |    |    |

| 6월 |    |    |    |    |    |    |
| 일  | 월 | 화 | 수 | 목 | 금 | 토 |
|     | 1  | 2  | 3  | 4  | 5  | 6  |
| 7   | 8  | 9  | 10 | 11 | 12 | 13 |
| 14  | 15 | 16 | 17 | 18 | 19 | 20 |
| 21  | 22 | 23 | 24 | 25 | 26 | 27 |
| 28  | 29 | 30 |    |    |    |    |

| 7월 |    |    |    |    |    |    |
| 일  | 월 | 화 | 수 | 목 | 금 | 토 |
|     |    |    | 1  | 2  | 3  | 4  |
| 5   | 6  | 7  | 8  | 9  | 10 | 11 |
| 12  | 13 | 14 | 15 | 16 | 17 | 18 |
| 19  | 20 | 21 | 22 | 23 | 24 | 25 |
| 26  | 27 | 28 | 29 | 30 | 31 |    |

| 8월 |    |    |    |    |    |    |
| 일  | 월 | 화 | 수 | 목 | 금 | 토 |
|     |    |    |    |    |    | 1  |
| 2   | 3  | 4  | 5  | 6  | 7  | 8  |
| 9   | 10 | 11 | 12 | 13 | 14 | 15 |
| 16  | 17 | 18 | 19 | 20 | 21 | 22 |
| 23  | 24 | 25 | 26 | 27 | 28 | 29 |
| 30  | 31 |    |    |    |    |    |

| 9월 |    |    |    |    |    |    |
| 일  | 월 | 화 | 수 | 목 | 금 | 토 |
|     |    | 1  | 2  | 3  | 4  | 5  |
| 6   | 7  | 8  | 9  | 10 | 11 | 12 |
| 13  | 14 | 15 | 16 | 17 | 18 | 19 |
| 20  | 21 | 22 | 23 | 24 | 25 | 26 |
| 27  | 28 | 29 | 30 |    |    |    |

| 10월 |    |    |    |    |    |    |
| 일   | 월 | 화 | 수 | 목 | 금 | 토 |
|      |    |    |    | 1  | 2  | 3  |
| 4    | 5  | 6  | 7  | 8  | 9  | 10 |
| 11   | 12 | 13 | 14 | 15 | 16 | 17 |
| 18   | 19 | 20 | 21 | 22 | 23 | 24 |
| 25   | 26 | 27 | 28 | 29 | 30 | 31 |

| 11월 |    |    |    |    |    |    |
| 일   | 월 | 화 | 수 | 목 | 금 | 토 |
| 1    | 2  | 3  | 4  | 5  | 6  | 7  |
| 8    | 9  | 10 | 11 | 12 | 13 | 14 |
| 15   | 16 | 17 | 18 | 19 | 20 | 21 |
| 22   | 23 | 24 | 25 | 26 | 27 | 28 |
| 29   | 30 |    |    |    |    |    |

| 12월 |    |    |    |    |    |    |
| 일   | 월 | 화 | 수 | 목 | 금 | 토 |
|      |    | 1  | 2  | 3  | 4  | 5  |
| 6    | 7  | 8  | 9  | 10 | 11 | 12 |
| 13   | 14 | 15 | 16 | 17 | 18 | 19 |
| 20   | 21 | 22 | 23 | 24 | 25 | 26 |
| 27   | 28 | 29 | 30 | 31 |    |    |

### 음양력 대조 일람
| 음력월 | 월건 | 대소 | 음력 1일의 양력 월일 | 음력 1일 간지 |
| ------ | ---- | ---- | -------------------- | ------------- |
| 1월    | 병인 | 대   | 1월 26일             | 신미          |
| 2월    | 정묘 | 대   | 2월 25일             | 신축          |
| 3월    | 무진 | 소   | 3월 27일             | 신미          |
| 4월    | 기사 | 소   | 4월 25일             | 경자          |
| 5월    | 경오 | 대   | 5월 24일             | 기사          |
| 윤5월  |      | 소   | 6월 23일             | 기해          |
| 6월    | 신미 | 소   | 7월 22일             | 무진          |
| 7월    | 임신 | 대   | 8월 20일             | 정유          |
| 8월    | 계유 | 소   | 9월 19일             | 정묘          |
| 9월    | 갑술 | 대   | 10월 18일            | 병신          |
| 10월   | 을해 | 소   | 11월 17일            | 병인          |
| 11월   | 병자 | 대   | 12월 16일            | 을미          |
| 12월   | 정축 | 대   | 2010년 1월 15일      | 을축          |

### 연휴
- 1월 1일 (목) ~ 1월 4일 (일) - 새해 첫날 징검다리 연휴 (4일)
- 1월 24일 (토) ~ 1월 27일 (화) - 설날 연휴 (4일)
- 5월 1일 (금) ~ 5월 5일 (화) - 노동절·부처님 오신 날·어린이날 징검다리 연휴 (5일)
- 10월 2일 (금) ~ 10월 4일 (일) - 추석·개천절 연휴 (3일)
- 12월 25일 (금) ~ 12월 27일 (일) - 크리스마스 연휴 (3일)

## 주해
1. ↑  대한민국 정부는 장거리미사일로 규정한다.